# Seminara
Seminara – miejscowość i gmina we Włoszech, w regionie Kalabria, w prowincji Reggio Calabria.
Według danych na rok 2004 gminę zamieszkiwały 3352 osoby, 101,6 os./km².